# Удбина
Удбина (на хърватски: Udbina) е село и община в Хърватия, Лишко-сенска жупания. Разположено в източната част на историческия район Лика и по-конкретно в Кърбава.

## История
През Средновековието Удбина е укрепено селище в Кърбавската жупания. Днес от укрепения някога град са останали само руини. Тези земи са владени от стария хърватски род Гусичи.
На 9 септември 1493 г. в близост до съвременното село се разиграва битката на Кърбавско поле, завършила с поражение на хърватските войски от османците. След това областта Лика е окупирана от турците и на нейната силно обезлюдена територия започват да се стичат бежанци от завладените от Османската империя Босна и Сърбия като от този момент те стават и преобладаващо население в областта. След нахлуването на османците старата крепост, известна и като Castrum Corbavia, е разрушена и на 2 км северно от нея е построена нова крепост, наричана Удбина, чиито останки могат да се видят и днес.

## Население
Според преброяването от 2001 г. общината наброява 1649 жители, от които 51 % са хървати и 43,36 % сърби. В самото село живеят 735 души.